# Jason Mbock
Jason Lazare Mbock (* 1. November 1999 in Créteil) ist ein französisch-kamerunischer Fußballspieler, der beim FC Rouen spielt.

## Karriere
Mbock begann seine fußballerische Ausbildung 2009 bei der US Créteil, ehe er 2013 zu INF Clairefontaine wechselte. Im Sommer 2015 wechselte er schließlich in die Jugendakademie der AS Monaco. Bei Monaco kam er von 2017 bis 2019 sämtliche Male für die Zweitvertretung in der National 2 zum Einsatz, stand aber auch schon im Kader der Profis. 2019 wechselte er zum SCO Angers, wo er auch zunächst nur in der Reserve spielte. Für die Saison 2020/21 wurde er an den Schweizer Zweitligisten Neuchâtel Xamax verliehen. Sein Profidebüt gab er dort am dritten Spieltag nach später Einwechslung bei einem 3:1-Sieg über den FC Thun. Bei einem 4:1-Auswärtssieg über den Tabellenführer Grasshopper Club Zürich gelang ihm sein erstes Tor auf professioneller Ebene. Insgesamt spielte er für Xamax 22 Ligaspiele, wobei er dieses eine Mal traf.
Nach seiner Rückkehr debütierte Mbock am 26. Januar 2022 (20. Spieltag, nachgeholt) bei einer 0:1-Niederlage gegen die AS Saint-Étienne nach erneuter Einwechslung.
Nachdem sein Vertrag bei Angers im Sommer 2023 ausgelaufen war, war Mbock kurzzeitig vereinslos, bevor im Oktober 2023 erneut einen Vertrag bei US Créteil unterschrieb. Von dort wechselte er im Sommer 2024 zum FC Rouen.